# Paulo Fonseca
Pour les articles homonymes, voir Fonseca.
Paulo Fonseca, né le 5 mars 1973 à Nampula (Mozambique portugais), est un entraîneur de football portugais, ayant été auparavant joueur. Il est l’actuel entraîneur de l’Olympique lyonnais.
Évoluant au poste de défenseur central du début des années 1990 au milieu des années 2000, il joue pendant sept saisons en première division du Portugal, avec Leça, Belenenses, Marítimo, Vitória de Guimarães et Estrela da Amadora.
Fonseca devient entraîneur dès sa retraite sportive en 2005, d'abord auprès des jeunes puis dans les divisions inférieures au Portugal. Il se fait connaître avec Paços de Ferreira, modeste club qu'il mène à une inédite 3e place en championnat en 2013. Il dirige ensuite le FC Porto, revient à Paços de Ferreira et brille de nouveau au SC Braga, avec lequel il remporte la Coupe du Portugal et dispute un quart de finale d’Europa League en 2016.
Il démarre alors une carrière internationale en signant au Chakhtar Donetsk, où il remporte coupe et championnat d'Ukraine pendant trois saisons. Il signe à l'AS Roma en Italie en 2019, au Lille OSC en France en 2022, retourne en Italie à l'AC Milan en 2024. Licencié en décembre 2024, il signe en janvier 2025 à l'Olympique lyonnais, en France.

## Biographie

### Jeunesse et carrière de joueur
Paulo Fonseca naît à Nampula, alors au Mozambique portugais. Son père y est militaire. En 1974, Fonseca est âgé d’un an lorsque sa famille déménage à Barreiro après la révolution des Œillets,. Il déclare en 2019 : « J’ai un esprit ouvert. J’apprécie la liberté de pensée et d’expression. Je suis rentré au Portugal après la fin de la dictature, j’ai donc grandi dans une société libre. (…) Mes parents, en revanche, ont vécu pendant la dictature et me rappellent souvent combien ces années ont été difficiles » et ajoute « Je viens d’une famille modeste, même si je n’ai jamais manqué de rien. Mon père était ouvrier dans la métallurgie, ma mère femme de ménage. J’étais aussi passionné de chevaux. »
À ses débuts en tant que défenseur central, il a pour modèles Fernando Couto et Paolo Maldini, joueurs un peu plus âgés que lui. Il joue pendant quatorze années à un niveau professionnel. Il débute avec le club de sa ville d'adoption, Barreirense, en troisième division. Il est prêté au Leça FC en Primeira Liga, pendant la saison 1995-1996. Il y fait vingt-et-une apparitions en championnat, dont son équipe termine 14e. Au cours des cinq années suivantes, il poursuit sa carrière en première division portugaise, comme titulaire avec Belenenses et Marítimo puis comme remplaçant avec Vitória de Guimarães et Estrela da Amadora. Estrala est relégué en 2004 en Segunda Liga, où il poursuit sa carrière de joueur jusqu'en 2005.

### Carrière d'entraîneur

#### Courtes expériences portugaises comme débuts
Paulo Fonseca commencée à entraîner immédiatement après sa retraite sportive, restant deux ans à la tête des jeunes d'Estrela da Amadora, son dernier club. De 2007 à 2011, il est l'entraineur de plusieurs équipes modestes, notamment Pinhalnovense qu'il mène en quart de finale de la Coupe du Portugal en 2010 et 2011,. Lors de la saison 2011-2012 il entraîne le Clube Desportivo das Aves, en deuxième division portugaise.
En 2012, il arrive à Paços de Ferreira, en première division. Le 19 août 2012, il fait ses débuts face à Moreirense. L'équipe progresse rapidement et finit troisième du championnat 2012-2013, la qualifiant pour la première fois de son histoire en Ligue des champions.
En juin 2013, il devient entraîneur du FC Porto ; il y signe un contrat de deux ans et remporte la Supercoupe du Portugal de football en début de saison. Le 5 mars 2014, alors que son équipe enchaîne les contre-performances et est quelque peu distancée dans la course du titre en Liga Sagres, il est limogé et remplacé temporairement par Luís Castro, entraîneur de la réserve, qui assure l’intérim jusqu'à la fin de la saison.
Lors de la saison 2014-2015, il retourne à Paços de Ferreira. La saison suivante, il signe un contrat de deux ans au SC Braga, avec qui il remporte la Coupe du Portugal 2015-2016 face au FC Porto.

#### Succès au Chakhtar Donetsk
À l'été 2016, Paulo Fonseca est nommé entraîneur du Chakhtar Donetsk, en remplacement de Mircea Lucescu, partant pour le Zénith Saint-Pétersbourg. La Guerre du Donbass est déjà commencée à son arrivée et son équipe doit délocaliser ses rencontres dans la deuxième plus grande ville du pays, au complexe Oblast Sports de Kharkiv. Il y remporte chaque saison le championnat d'Ukraine, en 2017, 2018 et 2019, ainsi que la coupe d'Ukraine.
Le 6 décembre 2017, le Chakhtar réalise l’exploit de battre Manchester City, dirigé par Pep Guardiola (2-1), et obtient ainsi une qualification pour les huitièmes de finale de la Ligue des champions.

#### Alternance entre France et Italie
Le 11 juin 2019, il est nommé entraîneur de l'équipe italienne de l'AS Rome. À la fin de la saison 2020-2021, il quitte le club romain et est remplacé par José Mourinho.
Le 29 juin 2022, il est nommé entraîneur du LOSC à la suite du départ de Jocelyn Gourvennec. Sous sa houlette, l'équipe termine à la 5e place du championnat de France et se qualifie pour la Ligue Conférence. Lors de sa seconde saison sur le banc nordiste, l’équipe finit première de son groupe en Ligue Conférence, mais est éliminée par Aston Villa aux tirs au but en quarts de finale. Son équipe est parfois moins joueuse, ce qui la voyait auparavant perdre des points voire des matchs. En championnat, la quatrième place acquise à l'issue de la saison a le goût d'inachevé, et reflète peut-être le relâchement du LOSC après la déception de l'élimination en coupe d'Europe. Le 5 juin 2024, le LOSC annonce le départ de Paulo Fonseca.
Le 13 juin 2024, il devient l'entraîneur de l'AC Milan pour une durée de trois saisons. Malgré quelques performances comme la victoire sur le terrain du Real Madrid en Ligue des champions (1-3) ou dans le derby face à l’Inter (1-2) en championnat d’Italie, Fonseca ne convainc pas la direction du club. Le 30 décembre 2024, il est démis de ses fonctions, après un match nul contre l’AS Rome (2-2), match au cours duquel il est expulsé, achevant son aventure milanaise sur sept victoires en 17 matches de Serie A.

#### 2025
En janvier 2025, il succède à Pierre Sage en étant nommé entraîneur de l'Olympique lyonnais jusqu'en 2027. Lyon est alors sixième de Ligue 1 et qualifié directement pour les huitièmes de finale de la Ligue Europa. Le 3 mars 2025, lors d'une victoire face au Stade brestois 29, après avoir été expulsé pour contestation, il réalise un tête contre tête avec l'arbitre Benoît Millot. Pour ce geste, la commission de discipline de la LFP retient neuf mois de suspension de banc de touche et de vestiaire d'arbitre. Paulo Fonseca est également suspendu d’accès à son propre vestiaire jusqu’au 15 septembre 2025,.

## Style de jeu
Paulo Fonseca s'inspire de José Mourinho pour le management, de Pep Guardiola pour le jeu et de Jorge Jesus.
Lors de son passage au Chakhtar Donetsk, Fonseca positionne son équipe en 4-2-3-1, avec des défenseurs latéraux très offensifs. Arrivant à l'AS Rome, il doit faire évoluer sa tactique dans un championnat où les formations pressent haut.
En signant au Lille OSC en 2022, il affirme : « J’aime pouvoir dominer les matchs en se rapprochant le plus possible de la surface adverse. J’aime quand mon équipe garde le ballon, quand elle est agressive, quand elle presse… On aura la même mentalité contre toutes les équipes […] Pour moi, gagner ne suffit pas. Parfois, nous gagnons, et je rentre chez moi de mauvaise humeur ». Au fil de son passage dans le Nord de la France, il adapte son jeu afin de conserver des résultats et déclare : « Parfois, selon les circonstances du match, nous décidons de ne plus risquer. Mais ça me rend fou ». Le 4-2-3-1 devient 4-3-3 où Nabil Bentaleb et Benjamin André excellent.
Il possède un encadrement technique étoffée de plusieurs adjoints. Il arrive avec quatre collègues à Lyon début 2025.

## Statistiques
| Club                | Pays     | début           | fin              | Mj  | V   | N  | D  | bp  | bc  | d   | %V    |
| ------------------- | -------- | --------------- | ---------------- | --- | --- | -- | -- | --- | --- | --- | ----- |
| 1º de Dezembro      | Portugal | 1 juillet 2007  | 30 juin 2008     | 34  | 13  | 11 | 10 | 39  | 32  | 7   | 38.24 |
| Odivelas DX         | Portugal | 30 juin 2008    | 1 juillet 2009   | 35  | 11  | 10 | 14 | 44  | 46  | -2  | 31.43 |
| CD Pinhalnovense    | Portugal | 1 juillet 2009  | 7 juin 2011      | 72  | 33  | 21 | 18 | 98  | 68  | 30  | 45.83 |
| CD Aves             | Portugal | 7 juin 2011     | 30 mai 2012      | 38  | 16  | 16 | 6  | 49  | 29  | 20  | 42.11 |
| Paços de Ferreira   | Portugal | 30 mai 2012     | 9 juin 2013      | 41  | 22  | 13 | 6  | 62  | 38  | 24  | 53.66 |
| FC Porto            | Portugal | 10 juin 2013    | 5 March 2014     | 37  | 21  | 9  | 7  | 69  | 31  | 38  | 56.76 |
| Paços de Ferreira   | Portugal | 10 juin 2014    | 1 juillet 2015   | 39  | 14  | 12 | 13 | 58  | 53  | 5   | 35.9  |
| SC Braga            | Portugal | 1 juillet 2015  | 31 mai 2016      | 57  | 29  | 15 | 13 | 90  | 58  | 32  | 50.88 |
| Chakhtar Donetsk    | Ukraine  | 31 mai 2016     | 11 juin 2019     | 139 | 103 | 19 | 17 | 295 | 112 | 183 | 74.1  |
| AS Rome             | Italie   | 11 juin 2019    | 30 juin 2021     | 102 | 53  | 21 | 28 | 193 | 141 | 52  | 51.96 |
| LOSC Lille          | France   | 29 juin 2022    | 5 juin 2024      | 90  | 47  | 25 | 18 | 159 | 90  | 69  | 52.22 |
| AC Milan            | Italie   | 1 juillet 2024  | 29 décembre 2024 | 24  | 12  | 6  | 6  | 44  | 27  | 17  | 50    |
| Olympique lyonnais, | France   | 31 janvier 2025 |                  | 18  | 10  | 1  | 7  | 33  | 23  | 10  | 55.55 |

## Palmarès d’entraîneur
FC Porto
- Supercoupe du Portugal en 2013

 SC Braga
- Coupe du Portugal en 2016

 Chakhtar Donetsk
- Championnat d'Ukraine en 2017, 2018 et 2019
- Coupe d'Ukraine en 2017, 2018 et 2019
- Supercoupe d'Ukraine en 2017